# Maria Lazăr
Maria Lazăr (n. 24 martie 1939) este un fost deputat român în legislatura 2000-2004, ales în județul Galați pe listele partidului PSD. Maria Lazăr a fost membru în grupurile parlamentare de prietenie cu Republica Iugoslavă Macedonia, Republica Populară Chineză și Regatul Spaniei.